# جامع دهق
جامع دهق (بالفارسية: مسجد جامع دهق) هو مسجد تاريخي يعود إلى عصر السلالة الصفوية، ويقع في دهق.